# 2013 en bande dessinée
| Années de la bande dessinée : 2010 - 2011 - 2012 - 2013 - 2014 - 2015 - 2016    |
| Décennies de la bande dessinée : 1980 - 1990 - 2000 - 2010 - 2020 - 2030 - 2040 |

Cet article présente les faits marquants de l'année 2013 en bande dessinée.

## Événements
- Du 31 janvier au 3 février : 40e festival d’Angoulême présidé par Jean-Claude Denis. Le Grand Prix est décerné à Willem.
- Du 4 au 7 avril : 20e festival « BD à Bastia »
- Du 10 au 12 août : 84e Comiket à Tokyo (Japon).
- Du 31 octobre au 3 novembre : festival Comics & Games de Lucques (Italie).
- Du 29 au 31 décembre : 85e Comiket à Tokyo (Japon).

## Meilleures ventes

### Meilleures ventes en France
Estimation de Livres Hebdo.
1. Astérix chez les Pictes (Ferri, Conrad) - Éditions Albert-René : 1 287 500 ex
2. L'Onde Septimus - Blake et Mortimer #22 (Dufaux, Aubin, Schréder) - Éditions Blake et Mortimer : 235 500 ex.
3. Le Chat #18 (Philippe Geluck) - Casterman : 147 300 ex.
4. Blacksad #5 (Canales, Guarnido)- Dargaud : 125 000 ex.
5. XIII #22 (Sente, Jigounov) - Dargaud : 99 000 ex.
6. One Piece #65 (Oda) - Glénat : 96 200 ex.
7. One Piece #66 (Oda) - Glénat : 86 400 ex.
8. Naruto #58 (Kishimoto) - Kana : 85 400 ex.
9. Les Légendaires #16 (Sobral) - Delcourt : 85 400 ex.
10. One Piece #67 (Oda) - Glénat : 83 400 ex.
11. Jack Palmer #15 (Pétillon) - Dargaud : 82 200 ex.
12. Naruto #59 (Kishimoto) - Kana : 79 100 ex.
13. Boule et Bill #34 (Verron) - Dargaud : 74 100 ex.
14. Naruto #60 (Kishimoto) - Kana : 71 400 ex.
15. One Piece #68 (Oda) - Glénat : 69 800 ex.

## Nouveaux albums
Voir aussi : Albums de bande dessinée sortis en 2013

### Franco-belge
| Sortie    | Titre                                                                           | Scénariste                                         | Dessinateur                       | Coloriste                                          | Éditeur            |
| --------- | ------------------------------------------------------------------------------- | -------------------------------------------------- | --------------------------------- | -------------------------------------------------- | ------------------ |
| janvier   | Spirou et Fantasio t. 53 : Dans les griffes de la Vipère                        | Fabien Vehlmann                                    | Yoann                             | Hubert                                             | Dupuis             |
| février   | Les Mondes de Thorgal - La Jeunesse de Thorgal T.1 : Les Trois Sœurs Minkelsönn | Yann                                               | Roman Surzhenko                   |                                                    | Le Lombard         |
| février   | Jeremiah t. 32 : Le Caïd                                                        | Hermann                                            | Hermann                           |                                                    | Dupuis             |
| février   | L’Histoire secrète T.29 : Opération Bojinka                                     | Jean-Pierre Pécau                                  | Igor Kordey                       | Len O’Grady                                        | Delcourt           |
| février   | Chaos Team tome 1.1                                                             | Vincent Brugeas                                    | Ronan Toulhoat                    | Ronan Toulhoat                                     | Akileos            |
| février   | Philémon T.16 : Le Train où vont les choses                                     | Fred                                               | Fred                              | Isabelle Cochet                                    | Dargaud            |
| mars      | Ekhö monde miroir t.1 : New-York                                                | Christophe Arleston                                | Alessandro Barbucci               | Nolwenn Lebreton                                   | Soleil Productions |
| mars      | Wakfu Heroes - Tangomango t. 1 : Les premiers pirates                           | Adrián                                             | Adrián                            | Adrián                                             | Ankama Éditions    |
| avril     | Alcyon t.1                                                                      | Richard Marazano                                   | Christophe Ferreira               |                                                    | Dargaud            |
| avril     | Les Mondes de Thorgal - Louve T.3 : Le Royaume du chaos                         | Yann                                               | Roman Surzhenko                   | Graza                                              | Le Lombard         |
| avril     | Long John Silver t. 4 : Guyanacapac                                             | Xavier Dorison et Mathieu Lauffray                 | Mathieu Lauffray                  | Mathieu Lauffray                                   | Dargaud            |
| mai       | Le chercheur fantôme                                                            | Robin Cousin                                       | Robin Cousin                      | Robin Cousin                                       | FLBLB              |
| mai       | Akissi t. 4 : Rentrée musclée                                                   | Marguerite Abouet                                  | Mathieu Sapin                     | Clémence                                           | Gallimard          |
| mai       | The Rémi Lucas comix show                                                       | Rémi Lucas                                         | Rémi Lucas                        | Rémi Lucas                                         | FLBLB              |
| juin      | Murena t. 9 : Les Épines                                                        | Jean Dufaux                                        | Philippe Delaby                   | Sébastien Gérard                                   | Dargaud            |
| août      | Yves + Guillaume t. 1 : Homme sweet homme                                       | Ype Driessen                                       | Ype Driessen                      | Ype Driessen                                       | FLBLB              |
| août      | Yves + Guillaume t. 2 : Un gars et un gars                                      | Ype Driessen                                       | Ype Driessen                      | Ype Driessen                                       | FLBLB              |
| Septembre | Le Monde de Milo t.1                                                            | Richard Marazano                                   | Christophe Ferreira               |                                                    | Dargaud            |
| septembre | Wakfu Heroes - Tangomango t. 2 : La gazette du pirate                           | Adrián                                             | Adrián                            | Adrián                                             | Ankama Éditions    |
| septembre | Alix Senator t. 2 : Le Dernier Pharaon                                          | Valérie Mangin                                     | Thierry Démarez                   | Thierry Démarez                                    | Casterman          |
| septembre | Sillage t. 16 : Liés par le sang                                                | Jean-David Morvan                                  | Philippe Buchet                   | Philippe Buchet                                    | Delcourt           |
| octobre   | Antarès : Épisode 5                                                             | Leo                                                | Leo                               | Leo                                                | Dargaud            |
| octobre   | Les Tuniques bleues t. 57 : Colorado Story                                      | Raoul Cauvin                                       | Lambil                            | Vittorio Leonardo                                  | Dupuis             |
| octobre   | Le Chat t. 18 : La Bible selon le Chat                                          | Philippe Geluck et Dieu                            | Philippe Geluck                   | Serge Dehaes                                       | Casterman          |
| octobre   | Aâma t. 3 : Le Désert des miroirs                                               | Frederik Peeters                                   | Frederik Peeters                  | Frederik Peeters                                   | Gallimard          |
| octobre   | Les Mondes de Thorgal - Kriss de Valnor t. 4 : Alliances                        | Yves Sente                                         | Giulio De Vita                    | Graza                                              | Le Lombard         |
| octobre   | Les Légendaires t. 16 ; L'éternité ne dure qu'un temps                          | Patrick Sobral                                     | Patrick Sobral                    | Patrick Sobral                                     | Delcourt           |
| octobre   | Wakfu Heroes t. 3 : Justice                                                     | Faouz.b                                            | Jebedaï                           | Quadrichromie                                      | Ankama Éditions    |
| octobre   | Le Pape terrible t. 3 : La Pernicieuse Vertu                                    | Alejandro Jodorowsky                               | Theo                              | Florent Bossard                                    | Delcourt           |
| octobre   | Astérix t. 35 : Astérix chez les Pictes                                         | Jean-Yves Ferri                                    | Didier Conrad                     | Thierry Mebarki, Murielle Leroi et Raphaël Delerue | Albert René        |
| octobre   | Croisade t. 7 : Le Maître des sables                                            | Jean Dufaux                                        | Philippe Xavier                   | Jean-Jacques Chagnaud                              | Dargaud            |
| octobre   | XIII Mystery t. 6 : Billy Stockton                                              | Laurent-Frédéric Bollée                            | Steve Cuzor                       | Meephe Versaevel                                   | Dargaud            |
| octobre   | Litteul Kévin t. 10                                                             | Coyote                                             | Coyote                            | N&B                                                | Le Lombard         |
| novembre  | Buck Danny t. 53 : Cobra noir                                                   | Frédéric Zumbiehl                                  | Francis Winis                     | François Cerminaro                                 | Dupuis             |
| novembre  | Kid Lucky t. 4 : Lasso périlleux                                                | Achdé                                              | Achdé                             | Mel                                                | Lucky Comics       |
| novembre  | Seuls t. 8 : Les Arènes                                                         | Fabien Vehlmann                                    | Bruno Gazzotti                    | Usagi                                              | Dupuis             |
| novembre  | Thorgal t. 34 : Kah-Aniel                                                       | Yves Sente                                         | Grzegorz Rosiński                 | Grzegorz Rosiński                                  | Le Lombard         |
| novembre  | Zombillénium t. 3 : Control Freaks                                              | Arthur de Pins                                     | Arthur de Pins                    | Arthur de Pins                                     | Dupuis             |
| novembre  | Le Troisième Testament - Julius t. 3 : La Révélation, chapitre 2                | Alex Alice avec la participation de Xavier Dorison | Thimothée Montaigne               | François Lapierre                                  | Glénat             |
| novembre  | Le Tueur t. 12 : La Main qui nourrit                                            | Matz                                               | Luc Jacamon                       | Luc Jacamon                                        | Casterman          |
| novembre  | Ekhö monde miroir t.2 : Paris-Empire                                            | Christophe Arleston                                | Alessandro Barbucci               | Nolwenn Lebreton                                   | Soleil Productions |
| novembre  | Les Aigles de Rome : Livre IV                                                   | Enrico Marini                                      | Enrico Marini                     | Enrico Marini                                      | Dargaud            |
| novembre  | Blacksad t. 5 : Amarillo                                                        | Juan Díaz Canales                                  | Juanjo Guarnido                   | Juanjo Guarnido                                    | Dargaud            |
| novembre  | XIII t. 22 : Retour à Greenfalls                                                | Yves Sente                                         | Youri Jigounov                    | Bérengère Marquebreucq                             | Dargaud            |
| décembre  | Blake et Mortimer t. 22 : L'Onde Septimus                                       | Jean Dufaux                                        | Antoine Aubin et Étienne Schréder | Laurence Croix                                     | Blake et Mortimer  |

### Comics
| Sortie       | Titre                                                         | Scénariste                        | Dessinateur                                                                         | Coloriste          | Éditeur      |
| ------------ | ------------------------------------------------------------- | --------------------------------- | ----------------------------------------------------------------------------------- | ------------------ | ------------ |
| janvier      | DMZ T.12 : Le Soulèvement des États libres                    | Brian Wood                        | Riccardo Burchielli (en) et Shawn Martinbrough                                      | Jeromy Cox         | Urban Comics |
| janvier      | Virus tropical                                                | Power Paola                       | Power Paola                                                                         | Noir et blanc      | L'agrume     |
| 4 janvier    | Batman : Un Long Halloween                                    | Jeph Loeb                         | Tim Sale                                                                            |                    | Urban Comics |
| 25 janvier   | Grant Morrison Présente Batman T.4 : Le dossier noir          | Grant Morrison                    | Andy Kubert, J.H. Williams III                                                      |                    | Urban Comics |
| 25 janvier   | Justice League: Crise d'identité                              | Brad Meltzer                      | Rags Morales                                                                        |                    | Urban Comics |
| 1er février  | Batman : Knightfall T.3 : La Croisade                         | collectif                         | Graham Nolan, Bret Blevins, Mike Manley, Vince Giarrano, Jim Balent et Barry Kitson | collectif          | Urban Comics |
| février      | Scalped T.7 : Rez Blues                                       | Jason Aaron                       | Danijel Zezelj                                                                      | Giulia Brusco      | Urban Comics |
| février      | 100 Bullets T.18 : Le Grand Final                             | Brian Azzarello                   | Eduardo Risso                                                                       | Patricia Mulvihill | Urban Comics |
| 1er mars     | Batman : The Dark Knight strikes again                        | Frank Miller                      | Frank Miller                                                                        | Lynn Varley        | Urban Comics |
| 22 mars      | Catwoman T.2 : La maison de poupée                            | Judd Winick                       | Guillem March                                                                       |                    | Urban Comics |
| 12 avril     | Batman T.2 : La Nuit des Hiboux                               | Scott Snyder                      | Greg Capullo                                                                        |                    | Urban Comics |
| 26 avril     | Batman : Un deuil dans la famille                             | Marv Wolfman, Jim Starlin         | George Perez, Jim Aparo                                                             |                    | Urban Comics |
| 10 mai       | Batman : Silence                                              | Jeph Loeb                         | Jim Lee                                                                             |                    | Urban Comics |
| 10 mai       | Batwoman T.2 : En immersion                                   | Haden Blackman, J.H. Williams III | Trevor McCarthy                                                                     |                    | Urban Comics |
| 24 mai       | Ed Brubaker présente Catwoman T.3 : Sans répit                | Ed Brubaker                       | Brad Rader                                                                          |                    | Urban Comics |
| 21 juin      | Grant Morrison Présente Batman T.5 : Le Retour de Bruce Wayne | Grant Morrison                    | Andy Kubert                                                                         |                    | Urban Comics |
| 5 juillet    | La Splendeur du Pingouin                                      | Jason Aaron, Gregg Hurwitz        | Jason Pearson, Szymon Kudranski                                                     |                    | Urban Comics |
| 23 août      | Batman, Le Chevalier Noir T.2 : Cycle de violence             | Gregg Hurwitz                     | Ethan Van Sciver                                                                    |                    | Urban Comics |
| 30 août      | Batman : La légende T.1                                       | Bob Haney                         | Jim Aparo                                                                           |                    | Urban Comics |
| 30 août      | Batman : Terre Un T.1                                         | Geoff Jones                       | Gary Frank                                                                          |                    | Urban Comics |
| 30 août      | Ed Brubaker présente Catwoman T.4 : L'équipée sauvage         | Ed Brubaker, Cameron Stewart      |                                                                                     |                    | Urban Comics |
| 4 septembre  | Walking Dead t. 18 : Lucille…                                 | Robert Kirkman                    | Charlie Adlard                                                                      | N&B                | Delcourt     |
| 6 septembre  | Batman : Knightfall T.4 : La quête                            | Collectif                         | Collectif                                                                           |                    | Urban Comics |
| 20 septembre | Grant Morrison Présente Batman T.6 : La quête                 | Grant Morrison                    | Chris Burnham, Frazer Irving                                                        |                    | Urban Comics |
| 25 octobre   | Nightwing T.2 : La république de demain                       | Kyle Higgins                      | Eddy Barrows, Eber Ferreira                                                         |                    | Urban Comics |
| 29 novembre  | Flashpoint                                                    | Geoff Johns                       | Andy Kubert                                                                         |                    | Urban Comics |
| 6 décembre   | Batman : Anthologie                                           | Collectif                         | Collectif                                                                           |                    | Urban Comics |

### Mangas
| Sortie     | Titre                           | Scénariste         | Dessinateur     | Éditeur         |
| ---------- | ------------------------------- | ------------------ | --------------- | --------------- |
| 3 janvier  | Sket Dance T.1 et 2             | Junya Inoue        | Junya Inoue     | Kazé            |
| 23 janvier | Stardust Crusaders T.1          | Hirohiko Araki     | Hirohiko Araki  | Tonkam          |
| 23 janvier | Steel Ball Run T.1              | Hirohiko Araki     | Hirohiko Araki  | Tonkam          |
| 14 février | Silver Spoon T.1                | Hiromu Arakawa     | Hiromu Arakawa  | Kurokawa        |
| 15 février | Ramdam à tous les étages        | Oh Yeong Jin       | Oh Yeong Jin    | FLBLB           |
| 15 mars    | Master Keaton T.1               | Hokusei Katsushika | Naoki Urasawa   | Kana            |
| 20 mars    | Les Mystérieuses Cités d'or T.1 | Bernard Deyriès    | Thomas Bouveret | Kazé            |
| 27 mars    | Chihayafuru T.1                 | Yuki Suetsugu      | Yuki Suetsugu   | Pika Édition    |
| 26 juin    | L'Attaque des Titans T.1        | Hajime Isayama     | Hajime Isayama  | Pika Édition    |
| 4 juillet  | Wakfu t. 2 : La Légende de Jiva | Tot et Azra        | Mig             | Ankama Éditions |
| 4 juillet  | La Grande pagaille du Diletta   | Osamu Tezuka       | Osamu Tezuka    | FLBLB           |

### Érotique
| Sortie  | Titre                                | Scénariste                               | Dessinateur            | Coloriste              | Éditeur  |
| ------- | ------------------------------------ | ---------------------------------------- | ---------------------- | ---------------------- | -------- |
| janvier | Magenta T.2 : Bas-fonds et bas nylon | Celestino Pes                            | Nik Guerra             | N&B                    | Delcourt |
| janvier | Banana Games T.2 : Chicago Balls     | Christian Zanier                         | Christian Zanier       | Christian Zanier       | Tabou    |
| février | Justine et Juliette de Sade          | Raúlo Cáceres d’après le marquis de Sade | Raúlo Cáceres          | N&B                    | Tabou    |
| mars    | Aura l’orpheline                     | Roberto Baldazzini                       | Roberto Baldazzini     | Luca Raimondi          | Delcourt |
| mars    | Sexy symphonies                      | Francisco Solano López                   | Francisco Solano López | Francisco Solano López | Dynamite |

## Décès
- 18 janvier : Jacques Sadoul, éditeur et écrivain, auteur des essais L’Enfer des bulles (1968) et Panorama de la bande dessinée (1976), mort à l’âge de 78 ans[1] ;
- 23 février : Maurice Rosy, auteur belge de bande dessinée (Bobo, Attila) et illustrateur de nombreux ouvrages de littérature d'enfance et de jeunesse, mort à l’âge de 85 ans[2] ;
- 7 mars : Comès, dont l’œuvre la plus connue est Silence, mort à l’âge de 70 ans[3] ;
- 2 avril : Fred (de son vrai nom Frédéric Othon Théodore Aristidès), cofondateur de Hara-Kiri et figure emblématique de Pilote, mort à l’âge de 82 ans[4]. Le 16e et dernier album de sa série phare Philémon est sorti le 22 février 2013.
- 3 avril : George Gladir, scénariste de comics
- 4 avril : Carmine Infantino, auteur de comics, il participe au retour des super-héros sur le devant de la scène en dessinant Flash à partir du quatrième numéro de Showcase en 1956, ce qui marque le début de l'âge d'argent des comics. En 1970, il est responsable éditorial chez DC Comics, engage Neal Adams et toute une nouvelle génération d'auteurs qui vont façonner les comics de cette période.
- 6 mai : Yves Gilbert
- 16 mai :
  - Kline, illustrateur et un dessinateur de bande dessinée français né en 1921.
  - Fred Funcken, auteur et illustrateur belge né en 1921.
- 19 juin : Kim Thompson, éditeur et traducteur de bandes dessinées américain
- 28 juillet : Pierre Frisano
- 3 novembre : Nick Cardy, dessinateur de comics principalement connu pour ses travaux sur Aquaman et Teen Titans[5].
- 25 novembre : Al Plastino, scénariste et dessinateur de comics connu pour ses travaux sur Superman. Il est cocréateur de Supergirl (Kara Zor-El), Metallo, la Légion des Super-Héros pour DC Comics[6].
- 8 décembre : Janice Valleau, autrice de comics
- 23 décembre : José Ortiz